# Die gelbe Nachtigall (Film)
Die gelbe Nachtigall ist ein 1974 gedrehter, österreichisch-deutscher Fernsehfilm von Franz Antel mit Curd Jürgens und Dagmar Koller in den Hauptrollen. Der Geschichte liegt das gleichnamige Werk von Hermann Bahr zugrunde.

## Handlung
Wien, in den 1920er Jahren. Fanny Hobichler kann tanzen, singen und schauspielern. Sie will unbedingt ans Theater, doch bislang hat sie keine Chance bekommen, ihr Talent unter Beweis zu stellen. Immer wieder schnappt ihr irgendjemand Talentloseres eine interessante Rolle vor der Nase weg. Als die kapriziöse Sängerin Serena Villon nach einem Streit mit ihrem Liebhaber nicht auf der Bühne auftreten will, ist der große Moment Fannys gekommen: endlich darf sie Theater spielen und auch noch singen! Um ganz groß herauszukommen, will aber Fanny unbedingt beim Theaterdirektor Jason vorsingen, der jedoch abgeschirmt wird, weil ihn sonst ständig irgendwelche Nachwuchstalente belagern würden.
Derweil wird Jasons großer Star, der gefeierte Schauspieler Albert Korz, von allen Seiten hofiert. Um diesen bei Laune zu halten, versucht Jason den bei einem Empfang anwesenden Herrn Minister dahingehend zu bewegen, Korz demnächst einen Orden zu verleihen. Jason selbst kann Korz durch eine Hinterlist für weitere zwei Jahre an seiner Bühne binden. Schauspieler Albert Korz war einst ein Jugendfreund von Fannys Vater, was die junge Darstellerin zu nutzen weiß. Fanny schleicht sich heimlich in dessen Villa und frischt die Erinnerung von einst auf. Unmissverständlich macht sie Korz klar, dass sie gern seine Hilfe bekommen möchte, um auf der Bühne Karriere zu machen. Der ist erstaunt, dass sie bereits bei Jason vorgesungen hatte und von ihm kurzerhand abgefertigt wurde. Denn, das erkennt Korz sofort, die junge Frau ist ein großes Gesangstalent. Da er mit Jason aufgrund der nicht mit ihm zuvor abgesprochenen und coram publico verkündeten Vertragsverlängerung noch ein Hühnchen zu rupfen hat, will Korz mit einem Trick den Theaterdirektor dazu bewegen, auch Fanny zu verpflichten.
Korz und Fanny ziehen sich auf eine idyllische Mittelmeerinsel zurück und ködern Jason damit, dass Korz dort eine geheimnisvolle Fremde beherberge, die all seine Zeit benötige, sodass er für neue Vertragsverhandlungen nicht zur Verfügung stünde. Dies macht Jason natürlich derart neugierig, dass er sofort von Wien in Richtung Süden aufbricht. Die verbleibende Zeit bis zu Jasons Ankunft will Korz optisch aus Fanny eine Japanerin machen. Als Jason auf der Insel ankommt, glaubt er, dass sein Star Korz eine PR-trächtige Affäre mit einer halbwüchsigen Prinzessin habe. Stattdessen lässt Korz durchschauen, dass sein geheimnisvoller Gast die japanische Künstlerin Nasa sei, die als „Die gelbe Nachtigall“ in bereits Ostasien ein großer Star sei. Bald hat Korz Jason die falsche Japanerin derart interessant gemacht, dass der Theaterchef unbedingt „Nasa“ unter Vertrag nehmen und zu seinem weiblichen Topstar machen will. In japanischer Verkleidung unterschreibt Fanny sogleich einen neuen, ausgezeichnet dotierten Vertrag. Die Dinge verkomplizieren sich, als die gleichfalls auf der Insel anwesende Prinzessin ihrer Tante, der Gräfin Tran, gesteht, dass sie sich in Korz verliebt habe. Mit seiner neuen Erwerbung „Nasa“ im Schlepptau, kehrt Jason derweil mit Fanny nach Wien zurück.
Während sich Korz und die Prinzessin aussprechen, feiert Fanny alias Nasa in „japanischen“ Rollen große Triumphe daheim in Wien. Derweil gerät Albert Korz allmählich in Vergessenheit, da Jason mehr als einen (kostspieligen) Star an seiner Bühne überhaupt nicht benötigt. Fanny ist enttäuscht, dass Korz sie nicht ein einziges Mal in einer Aufführung besucht hat. Der fast vergessene Theaterstar unterstellt wiederum Fanny Feigheit, da sie sich nämlich nicht mehr aus der „Nasa“-Rolle heraustraue und zu ihrem wahren Ich, der Fanny Hobichler, stehe. Fanny sieht ein, dass Korz recht hat und will nunmehr ihre wahre Identität lüften. Jason möchte angesichts dieser Entscheidung unbedingt Fanny in der nächsten Aufführung sehen. Fannys erster Auftritt ohne asiatische Verkleidung wird ein voller Erfolg, sodass Jason nunmehr auch Fanny als Fanny Hobichler haben will. Es kommt zwischen Korz und Fanny zu einer finalen Auseinandersetzung. Dann einigt man sich. Jason kann sich glücklich schätzen, ab sofort zwei neue Stars unter Vertrag genommen zu haben.

## Produktionsnotizen
Die gelbe Nachtigall, Antels erste Inszenierung für das Fernsehen, entstand 1974 in Wien und am Mittelmeer und wurde am 31. März 1975 zeitgleich im ORF und im ZDF erstmals ausgestrahlt.
Die Produktionsleitung hatte Wolfgang Odelga. Gene Reed zeichnete für die Choreographie verantwortlich. Den Ton besorgte Rolf Schmidt-Gentner. Die Filmbauten besorgte Rudolf Schneider Manns-Au, die Kostüme entwarf Edith Almoslino.

## Kritiken
Im Filmdienst heißt es: „Leichtgewichtiges, prominent besetztes musikalisches Lustspiel, angesiedelt im Wien der 1920er-Jahre.“